# Sơn-La-Talsperre
Die Sơn La-Talsperre ist eine Talsperre mit einem Wasserkraftwerk am Schwarzen Fluss (Sông Đà) in Vietnam. 
Die Bauzeit dauerte von 2005 bis 2012, wobei 2010 schon mit dem Aufstau und dem Betrieb begonnen wurde. 
Das Bauwerk steht in der Provinz Sơn La, etwa 340 km nordwestlich von Hanoi und stromaufwärts von dem bestehenden Hoa-Binh-Wasserkraftwerk. Das Absperrbauwerk ist eine RCC-(Walzbeton)-Gewichtsstaumauer und 138 m hoch. Sie wurde seit Januar 2008 betoniert und ist das höchste Talsperrenbauwerk in Vietnam. Das Volumen der Talsperre beträgt 2,7 Mio. m³. Die Kosten von Sơn La liegen bei ca. 2,5 Mrd. US$.
Für den Stausee mussten ca. 91.000 Menschen umgesiedelt werden.

## Kraftwerk
Das Wasserkraftwerk arbeitet mit sechs Francis-Turbinen von je 400 MW Leistungsfähigkeit, zusammen 2.400 MW. Sơn La ist das größte Wasserkraftwerk in Vietnam. Die erste Maschine ging am 20. Dezember 2010 ans Netz, die letzte im Oktober 2012. Es wird erwartet, dass jährlich 9 Mrd. kWh erzeugt werden können. Dies entspricht ca. 43 % der maximal möglichen Jahreserzeugung von 21,024 Mrd. kWh (8.760 Std. * 2.400 MW).